# Тихачек, Мартин
Мартин Тихачек (чеш. Martin Ticháček, 15 сентября 1981, Клатови, Чехословакия) — чешский футболист, выступавший на позиции вратаря; ныне — тренер.

## Карьера
Начинал заниматься футболом в детской команде клуба «Искра» (Домажлице), в тринадцать лет перешёл в академию клуба «Виктория» (Пльзень). С пятнадцати лет привлекался в юношескую сборную Чехии различных возрастов.
С 2000 года играл за основной состав «Виктории», с которым стал обладателем Кубка Чехии в сезоне 2009/10 и чемпионом страны в сезоне 2010/11. Играл на правах аренды в клубах «Карловы Вары» в 2007 году и «Виктория» (Жижков) в 2012 году. В общей сложности выступал за «Викторию» из Пльзеня более 12 лет.
В 2013—2015 годах выступал в третьем по силе дивизионе за свой первый клуб «Искра» (Домажлице).
Летом 2015 года стал тренером вратарей основной команды «Виктория» (Пльзень), до этого работал в клубе с детскими командами. В июне 2016 года, с назначением Павла Врбы вошёл в тренерский штаб российского клуба «Анжи». 30 декабря 2016 года в связи с отставкой Павла Врбы вместе с Душаном Фитцелем и Александром Боким покинул клуб из Махачкалы. В мае 2017 года вместе с Павлом Врбой вернулся в «Викторию» из Пльзеня.

## Достижения
- Чемпион Чехии: 2010/11
- Бронзовый призёр чемпионата Чехии: 2011/12
- Обладатель Кубка Чехии: 2009/10
- Обладатель Суперкубка Чехии: 2011